# Bertrand Stern
Pour les articles homonymes, voir Stern.
Bertrand Stern né le 11 novembre 1948 à Montbéliard est un écrivain enseignant franco-allemand anticonformiste vivant à Siegburg se décrivant comme un philosophe indépendant.

## Biographie

### Famille
Bertrand Stern est le fils du chercheur pédagogue Arno Stern et de Claire Stern. Il fréquente treize écoles différentes pendant sa jeunesse puis s'installe à Siegburg en Allemagne. Son frère André milite pour la liberté et le respect des enfants.

### Engagements
Principalement connu en Allemagne, il donne également des conférences ou est référencé,dans plusieurs pays pour une formation libre et autonome,. Anticonformiste et pour une alternative à la scolarisation, il pense être plus libre en se privant du média de la télévision,. La proposition du président Emmanuel Macron de restreindre l'extra scholam aux impératifs de santé le fait réagir  en étant signataire de la tribune adressée personnellement au chef de l'état par l'association pour le respect de la dignité inviolable et l’émancipation des jeunes personnes LED'A ,. Il participe avec trois organisations ALLI absl du Luxembourg, Full Human Rights-Experience Education et Les Enfants d’Abord à la lettre écrite au Commissariat aux droits de l’homme du Conseil de l’Europe pour s'inquiéter de la liberté d’enseignement en France, à la suite du projet de loi n°3649 qui est finalement assoupli. Il publie dans le magazine Rubikon ouvert aux causes moins médiatisées et aux journalistes indépendants du monde entier,.

#### Humanisme
L'Association humaniste (de) le qualifie de "vrai philosophe" en rupture avec l'idéologie scolaire. Également sollicité par Lebenshilfe Gießen engagé dans le vivre ensemble des personnes handicapées et non handicapées et GLLK groupe de politique écologique et sociale, pour une série de conférences  sur le thème Réussir – ou s'épanouir.
Il se concentre sur les préoccupations critiques de la civilisation à l'égard de la dignité humaine, en particulier la fuite souhaitée de l'idéologie de la scolarisation et des aspects de la gratuité de l'éducation, les questions de médecine et de santé, d'argent et de travail, transport et mobilité.

#### Militantisme contre l'idéologie scolaire
Il milite pour que la jeunesse soit libérée de la discrimination fondée sur l’âge et soit considérée comme des "compagnons de vie égaux et dignes" ainsi que pour un apprentissage naturel, auto-initié, auto-dirigé et centré sur les besoins et l’expérience personnelle,.
Il intervient aussi sur la violence intergénérationnelle et le traitement des adolescents en jugeant le comportement de la société guidé par la peur. Son intervention en France auprès de EGLE États Généraux de la Liberté Éducative enrichit la synthèse des débats pour remise aux parlementaires d'un livre blanc. Ses revendications en faveur d'une réforme de l'école obligatoire sous sa forme actuelle doit-être vues selon lui sous une forme critique au sens Kantien.

## Filmographie
Il réalise le film CaRabA, fiction présentant un monde sans école.

## Publications
- (de) Bertrand Stertn, Gabriel: Vom Entdecken eines glücklich befreiten Lebens [« De la découverte d'une vie heureuse libérée »], Ulm, Klemm + Oelschläger, 2018, 174 p. (ISBN 978-3-86281-131-1)
- (de) Bertrand Stern, Frei sich bilden: Entschulende Perspektiven [« S'éduquer librement : perspectives de déscolarisation »], 2015 (ISBN 978-3937797342)
- (de) Bertrand Stern, Saat der Freiheit - Impulse für aufblühende Bildungslandschaften [« Graines de liberté – des impulsions pour des paysages éducatifs florissants »], 2016, 100 p. (ISBN 978-3927369962)
- (de) Bertrand Stern, Sehr verehrte Frau Bundesministerin für das deutsche Schulwesen...: Nachdenkliches über die Bildungsrepublik (German Edition) [« Cher ministre fédéral du système scolaire allemand... : Réflexions sur la République éducative (édition allemande) »], tologo verlag, 2014, 224 p.
- (de) Bertrand Stern, Versuche zur Verteidigung der Freiheit: Diskussionen zur "Bildungsrepublik" [« Tentatives de défense de la liberté : discussions sur la « République éducative » »] (ISBN 978-3862810604)
- (de) Ulrich Klemm, Bertrand Stern, Vom Glück des Nichtsstuns: Muße statt Pädagogik [« Sur le bonheur de ne rien faire : le loisir plutôt que la pédagogie »], tologo verlag, 2014, 80 p.
- (de) Bertrand Stern (préf. Matthias Kern), Schluß mit Schule!: das Menschenrecht, sich frei zu bilden [« Plus d'école ! : le droit humain de s'instruire librement »], Tologo Verlag, 2014, 257 p.